# Osiedle Borek
Osiedle Borek – osiedle mieszkaniowe, położone we wsi Turka w województwie lubelskim, w powiecie lubelskim, w gminie Wólka.
Osiedle jest jednostką pomocniczą gminy Wólka. Osiedle zamieszkuje 3406 osób (2022).
W skład osiedla wchodzi zarówno zabudowa wielorodzinna jak i jednorodzinna. W skład osiedla wchodzą ulice: Akacjowa, Berberysowa, Borówkowa, Brzozowa, Bukowa, Cisowa, Dębowa, Grabowa, Jagodowa, Jałowcowa, Jarzębinowa, Jaśminowa, Jaworowa, Jesionowa, Jeżynowa, Jodłowa, Kalinowa, Klonowa, Konwaliowa, Leszczynowa, Lipowa, Malinowa, Modrzewiowa, Olchowa, Poziomkowa, Sosnowa, Świerkowa, Topolowa, Wiązowa, Wierzbowa, Wrzosowa, Zawilcowa, Żurawinowa. Komunikację osiedla z centrum Lublina zapewnia linia autobusowa 2.
19 kwietnia 2009 r. erygowano nową parafię rzymskokatolicką pw. Jezusa Miłosiernego, której proboszczem został ks. Waldemar Fac.
27 kwietnia 2009 r. nastąpiło uroczyste otwarcie boiska „Moje boisko Orlik 2012”.
Etymologia nazwy osiedla: do roku 2009 parafią osiedla Borek była położona nieopodal parafia Trójcy Świętej w Wólce, tam ogłoszono konkurs na nazwę osiedla – wygraną nazwę zaproponował jeden z mieszkańców – Piotr Szabała.